# Somerled
Somerled (lingua norrena: Sumarliði, Lingua gaelica scozzese Somhairle) (Circa 1100 – Renfru, 1164) fu un capo militare e politico delle isole scozzesi del XII secolo, noto in gaelico come ri Innse Gall ("Re delle Ebridi").

## Biografia
Il padre fu Gillebride del Clan Angus, il quale fu esiliato in Irlanda. Il nome, comune tra i Vichinghi, significa viaggiatore estivo ed è un kenning "Vichingo".
Somerled appare nelle cronache storiche del 1140 come il regulus, o Re, di Kintyre (Cinn Tìre), quando sposa Raghnailt figlia di Olaf (o Amhlaibh), Re di Man e delle isole. Nell'anno 1153 morirono due re: Davide I di Scozia e Olaf di Man. Vi fu molta confusione e Somerled cercò di approfittarne, attaccando la Scozia e le isole di Man, queste ultime lasciate da Olaf,  cognato di Somerled, a Godred II Olafsson.
Fu chiamato Dubgall mac Somairle (figlio di Somerled e della figlia di re Manx) per farlo diventare "Re delle isole". Nel 1156 Goraidh fu sconfitto in battaglia contro 80 navi della flotta di Somerled, e i due nemici si spartirono le isole. Goraidh si tenne quelle settentrionali di Ardnamurchan, mentre Somerled avrebbe preso il resto. Due anni dopo Somerled tornò all'Isola di Man con 53 navi da guerra. Sconfisse Goraidh di nuovo e stavolta lo obbligò a fuggire in Norvegia. Il regno di Somerled si estendeva ora dall'isola di Man al Butt of Lewis.
Quindi Vichinghi e Scozzesi formavano un popolo unico che condivideva la propria cultura, con un solo stile di vita. Stavano per diventare la potente etnia nota come Gall-Gaidheal, letteralmente 'Gaeli-Stranieri'. Il loro potere si estendeva sui mari, ma nuovi nemici nascevano ad est. Gli Stewart costruirono strade sulla costa occidentale e Somerled riunì un considerevole esercito per respingerli. Egli avanzò fino al centro del territorio degli Stewart, a Renfrew, dove fu combattuta una grande battaglia nel 1164. Si sa poco della battaglia, non si è neanche sicuri se si sia veramente svolta, ma quello che è sicuro è che Somerled fu assassinato, dopodiché il suo esercito si ritirò.
In seguito alla morte di Somerled, molti signori potenti crebbero nel suo regno. Il comando fu conteso da due famiglie, quella di Somerled ed i suoi discendenti e quella dei discendenti di Goraidh mac Amhlaibh. Durante i secoli XII e XIII il mondo scandinavo subì molte modifiche rispetto al tipo di regno ed all'amministrazione, che alla fine si concluse con una maggiore centralizzazione, unificando i regni di Danimarca e Norvegia. Questo non successe col regno delle isole, che fu invece assorbito dal più esteso Regno di Scozia, anche se i suoi abitanti non accettarono per secoli questa assimilazione.
Uno studio del 2005 condotto dal professore di genetica umana Bryan Sykes dell'Università di Oxford, nel filone di ricerche illustrato nel volume "Le sette figlie di Eva", portò alla conclusione che Somerled avrebbe forse 500 000 discendenti tuttora viventi, il che lo renderebbe il secondo più prolifico antenato dopo Gengis Khan. Le ricerche di Sykes lo portarono a concludere che Somerled aveva il cromosoma Y del gruppo Haplogroup R1a, a volte considerato il marcatore della discendenza vichinga tra gli uomini di antiche origini britanniche o scozzesi.

## Famiglia
Tramite la sua prima moglie, sconosciuta, ebbe:
- Somhairle Og mac Somhairle
- Gillecallum mac Somhairle, nato attorno al 1135, ucciso nella battaglia di Renfrew nel 1164

Fu anche padre di:
- Gillies mac Somhairle
- Gall mac Somhairle e Jodan mac Somhairle, Padre di Jack mac Somhairle e nonno di Jhoseph Somhairle il quale futuro successore al trono, nonché il figlio, non accettò il trono, ma che fu tramandato (dopo uno sconosciuto) alla\al futura\o nipote la quale non si conosce identità fino agli anni diciotto,ma attuale "Princess of Isle" ovvero Principessa dell'Isola.

Dalla seconda moglie, Ragnhildis Ólafsdóttir, figlia di Olaf I Godredsson, Re di Man e delle Isole e di Ingeborg Haakonsdottir figlia di Haakon Paulsson, Conte delle Orcadi, ebbe:
- Dugall mac Somhairle, (c 1145 - c 1192(
- Reginald mac Somhairle, (c 1148 - 1207)
- Áonghas mac Somhairle, (c 1150 - 1210)
- Olav mac Somhairle
- Bethag nic Somhairle, prima priora di St Ronan

## Nella fiction
Somerled è il personaggio principale del romanzo di Nigel Tranter intitolato Lord of the Isles (1983).